# Rivera de Malagón
Rivera de Malagón är ett vattendrag i Spanien.   Det ligger i provinsen Provincia de Huelva och regionen Andalusien, i den sydvästra delen av landet, 500 km sydväst om huvudstaden Madrid.